# Jean-Pierre Béquet
Pour les articles homonymes, voir Béquet.
Jean-Pierre Béquet, né le 1er septembre 1948 à L'Isle-Adam (Seine-et-Oise), est un homme politique français.

## Détail des fonctions et des mandats
Mandat parlementaire
- 12 juin 1988 - 1er avril 1993 : Député de la 3e circonscription du Val-d'Oise

Mandat intercommunaux
- 2008 - 2014 : Président de la Communauté de communes de la Vallée de l'Oise et des impressionnistes